# Diogo Margarido
Diogo Nunes Viegas Margarido (Escoural, 2 de fevereiro de 1932 — Portalegre, 9 de março de 2025) foi um fotógrafo português.

## Biografia
Filho de alentejanos naturais do concelho de Marvão, nasceu a 2 de fevereiro de 1932 na freguesia do Escoural, concelho de Montemor-o-Novo. A sua ligação familiar e afetiva ao Alentejo levou-o à reconstrução da Casa do Arçário, na Judiaria de Castelo de Vide, considerada uma das casas emblemáticas da Comunidade Judaica local.
Paralelamente à fotografia, exerceu atividade profissional como técnico especializado na área industrial, tendo ingressado em 1952 no Grupo CUF, no Barreiro. Essa carreira permitiu-lhe viajar por diversos países, reunindo apontamentos fotográficos que marcaram o seu percurso artístico.[carece de fontes?]
Depois de ter vivido grande parte da sua vida na zona da Grande Lisboa, nos últimos anos da sua vida viveu em Castelo de Vide, tendo falecido em Portalegre a 9 de março de 2025.[carece de fontes?]

## atividade fotográfica
O interesse pela fotografia surgiu em 1955, no departamento de Fotografia do Grupo Desportivo da CUF. Participou na dinamização das atividades fotográficas da instituição, em especial na organização do Salão Internacional de Fotografia do Barreiro, certame destacado pela Fédération Internationale de l’Art Photographique (FIAP) e pela Photographic Society of America (PSA), que chegou a atribuir-lhe o estatuto de "Salão Estrela" (Star Salon - distinção concedida aos salões de nível relevante).
Desde 1958 expôs em mostras coletivas e individuais, nacionais e internacionais, tendo recebido prémios e distinções. Atuou ainda como membro de júri em salões fotográficos dentro e fora de Portugal.[carece de fontes?]

## Associação Portuguesa de Arte Fotográfica
Entre 1975 e 1985 foi presidente da APAF – Associação Portuguesa de Arte Fotográfica. Durante o seu mandato promoveu a remodelação das instalações da associação, permitindo a realização de exposições temporárias de associados e de fotógrafos convidados, como o austríaco Willy Hengl e o alemão Raimo Gareis, especialista da Agfa Gevaert em fotografia a cores.[carece de fontes?]
Foi igualmente responsável pela criação e implementação de cursos de fotografia na APAF, nos quais também lecionou. À época, o ensino da fotografia em Portugal era escasso e pouco acessível, pelo que a iniciativa representou um marco na divulgação e transmissão de conhecimentos fotográficos.[carece de fontes?]